# Mirosław Budka
Mirosław Budka (ur. 27 marca 1972 roku w Katowicach), polski piłkarz. Rozpoczynał karierę zawodową na pozycji pomocnika w klubie Górnik Łęczna w sezonie 1996/97. Debiutował w pierwszej lidze w barwach KSZO Ostrowiec Świętokrzyski w sezonie 1997/98, w trakcie którego rozegrał 33 spotkania, strzelając w nich 6 bramek. W pierwszej lidze, w latach kolejnych, występował m.in. w klubach takich jak: Petro Płock (sezon 1999/00) oraz znów KSZO Ostrowiec Świętokrzyski (sezon 2002/03) i Górnik Łęczna (sezony 2003/04 i 2004/05) strzelając w sumie 17 bramek w 113 meczach. Latem 2005 przeszedł do Piasta Gliwice i w drugiej lidze w sezonie 2005/2006 rozegrał 27 meczów i zdobył 4 gole. Jesienią 2006 Mirosław Budka przeniósł się do SC Vistula Garfield, najstarszego klubu polonijnego na wschodnim wybrzeżu USA, grającego obecnie w CHAMPIONS SOCCER LEAGUE PREMIER DIVISION.